# INDA
INDA ist ein rumänischer Hersteller von elektrischer Ausrüstung für Lokomotiven mit Sitz in Craiova. Das Unternehmen beliefert praktisch alle rumänischen Eisenbahnhersteller.
Auf Wunsch von ArcelorMittal Galați hat Romania Euroest zusammen mit INDA die ersten Li-Ion-betriebene Rangierlokomotiven Europas auf Basis der CFR-Klasse 69 (1250 PS) entwickelt. Seit 2015 wurden von der LEA-Baureihe vier Exemplare gebaut.
Die Höchstgeschwindigkeit beträgt 15 km/h und es können Güterzüge mit bis zu 1.500 t rangiert werden.